# Edward Barsky
Pour les articles homonymes, voir Barsky.
Edward K. Barsky, dit Eddie, est un chirurgien et militant politique américain né le 6 juin 1895 à Manhattan et mort le 11 février 1975 dans ce même quartier de New York. Il s'engage pour les Républicains espagnols, d'abord en dirigeant le Comité mixte anti-fasciste pour les réfugiés, parrainé par le Parti communiste américain, puis en s'engageant en Espagne dans le service de santé des Brigades internationales. Dans les années 1950, victime de la répression maccarthyste, il est emprisonné pour avoir refusé de fournir des informations au Comité des activités anti-américaines de la Chambre .

## Jeunesse
Edward K. Barsky, naît à Manhattan le 6 juin 1895,. Son père est chirurgien à l'hôpital Beth Israel de New York.
Il s'inscrit au City College de New York et obtient un diplôme du Collège des médecins et chirurgiens de l'université Columbia en 1919. Il étudie à Berlin, Vienne et Paris. En 1921 il commence son internat à l'hôpital Beth Israel.

## La guerre d'Espagne

Brassard du Bureau médical américain

Quand éclate en 1936 la guerre civile en Espagne, Barsky se joint à un groupe de médecins new-yorkais pour créer le Bureau médical américain d'aide à la démocratie espagnole (American Medical Bureau to Aid Spanish Democracy, AMB). L'AMB organise l'envoi d'ambulances, d'équipements et de fournitures médicales. En janvier 1937, Barsky prend la tête de l'équipe de médecins, d'infirmières et de techniciens que l'AMB envoie en Espagne. Il s'embarque le 16 janvier 1937, arrivant sur place début février. Il y travaille dans plusieurs hôpitaux de campagne.
Barsky rentre aux États-Unis en août 1938 et est nommé chirurgien général du service sanitaire international.

## Après guerre
Barsky est appelé à témoigner devant le Comité des activités anti-américaines de la Chambre (HUAC) le 13 février 1946. Il refuse de lui remettre les registres et les documents financiers du Comité mixte antifasciste pour les réfugiés. Accusé d'outrage au Congrès, il est traduit en justice et emprisonné pendant 5 mois en 1950. Sa licence de médecin lui est retirée pour 6 mois en 1956. Ernest Hemingway écrit à son propos à Milton Wolff : « Eddie est un saint. Voilà où on met les saints dans ce pays : en prison (Eddie is a saint. That's where we put our saints in this country—in jail) ».
En 1952, il travaille pour le Parti travailliste américain en vue de l'élection présidentielle de 1952. Pendant les années 1960 il milite au sein du Comité médical des droits de l'homme, qui fournit des services médicaux d'urgence aux militants des droits civils et du mouvement pacifiste. Il est également affilié au mouvement ouvrier de New York, travaillant pendant de nombreuses années comme médecin du comité de sécurité pour le District Council 65.
Il meurt le 11 février 1975 à Manhattan, laissant une fille, Angela, de sa femme Vita.

## Héritage
Les papiers de Barsky sont conservés dans les archives de la Brigade Abraham Lincoln aux archives de la bibliothèque Tamiment et Robert F. Wagner à l'Université de New York de New York. Ils contiennent un manuscrit non daté d'un mémoire de Barsky intitulé Il fallait que quelqu'un aide.

## Sources
- Photo de Barsky
- Jane Pacht Brickman, « Medical McCarthyism and the Punishment of Internationalist Physicians in the United States », dans Anne-Emanuelle Birn et Theodore M. Brown (éd. ), Comrades in Health: US Health Internationalists, Abroad and at Home New-Brunswick, NJ: Rutgers University Press, 2013; pp. 82–100.
- Peter N. Carroll, The Odyssey of the Abraham Lincoln Brigade: Americans in the Spanish Civil War Stanford, Californie: Stanford University Press, 1994.
- Walter J. Lear, « American Medical Support for Spanish Democracy, 1936-1938 », dans Anne-Emanuelle Birn et Theodore M. Brown (éd. ), Comrades in Health: US Health Internationalists, Abroad and at Home New-Brunswick, NJ: Rutgers University Press, 2013; pp. 65–81.
- Joseph North, « A Case for the Doctor », New Masses, 19 août 1947, p. 8–9.